# Oconto megye
Oconto megye az Amerikai Egyesült Államokban, azon belül Wisconsin államban található. Megyeszékhelye és legnagyobb városa Oconto. Lakosainak száma 38 965 fő (2020. április 1.). Oconto megye Marinette, Brown, Shawano, Menominee, Langlade, Forest és Door megyékkel határos.

## Népesség
A megye népességének változása:
| Lakosok száma | 37 655 | 37 599 | 37 430 | 37 318 | 37 435 | 38 965 |
|               | 2010   | 2011   | 2012   | 2013   | 2015   | 2020   |